# Малоциці
Малоциці (пол. Małocice) — село в Польщі, у гміні Чоснув Новодворського повіту Мазовецького воєводства.
Населення — 221 особа (2011).
У 1975—1998 роках село належало до Варшавського воєводства.

## Демографія
Демографічна структура станом на 31 березня 2011 року:
|          | Загалом | Допрацездатний вік | Працездатний вік | Постпрацездатний вік |
| -------- | ------- | ------------------ | ---------------- | -------------------- |
| Чоловіки | 108     | 18                 | 77               | 13                   |
| Жінки    | 113     | 25                 | 62               | 26                   |
| Разом    | 221     | 43                 | 139              | 39                   |